# 大潟町 (阿南市)
大潟町（おおがたちょう）は、徳島県阿南市の町名。2014年3月31日現在の人口は603人、世帯数は283世帯。郵便番号は〒774-0022。

## 地理
阿南市の東部に位置する。北は見能林町、西は津乃峰町に接する。徳島県道285号戎山中林富岡港線で津乃峰町や見能林町、中林町へ通じる。
第1種漁港の大潟漁港があり沿岸漁業が盛んで、大型漁協が明治35年から置かれている。

### 河川
- 打樋川

## 歴史
元は大字・答島の一部。答島村は江戸期から町村制の施行された明治22年にかけては那西郡および那賀郡の村であった。寛文4年より那賀郡に属す。
明治22年に同郡見能林村の大字となった。昭和30年より富岡町の大字となる。昭和33年に阿南市が誕生し、分割・再編されて現在の町名となる。

## 施設
- 袙海水浴場
- 大潟干潟
- 阿南市武道館
- B&G財団阿南海洋センター
- 諏訪神社
- 龍宮神社
- 蛭子神社

かつて存在した施設
- 阿南市立見能林小学校大潟分校

## 交通

### 道路
都道府県道
- 徳島県道285号戎山中林富岡港線